# Marcatura delle tubazioni

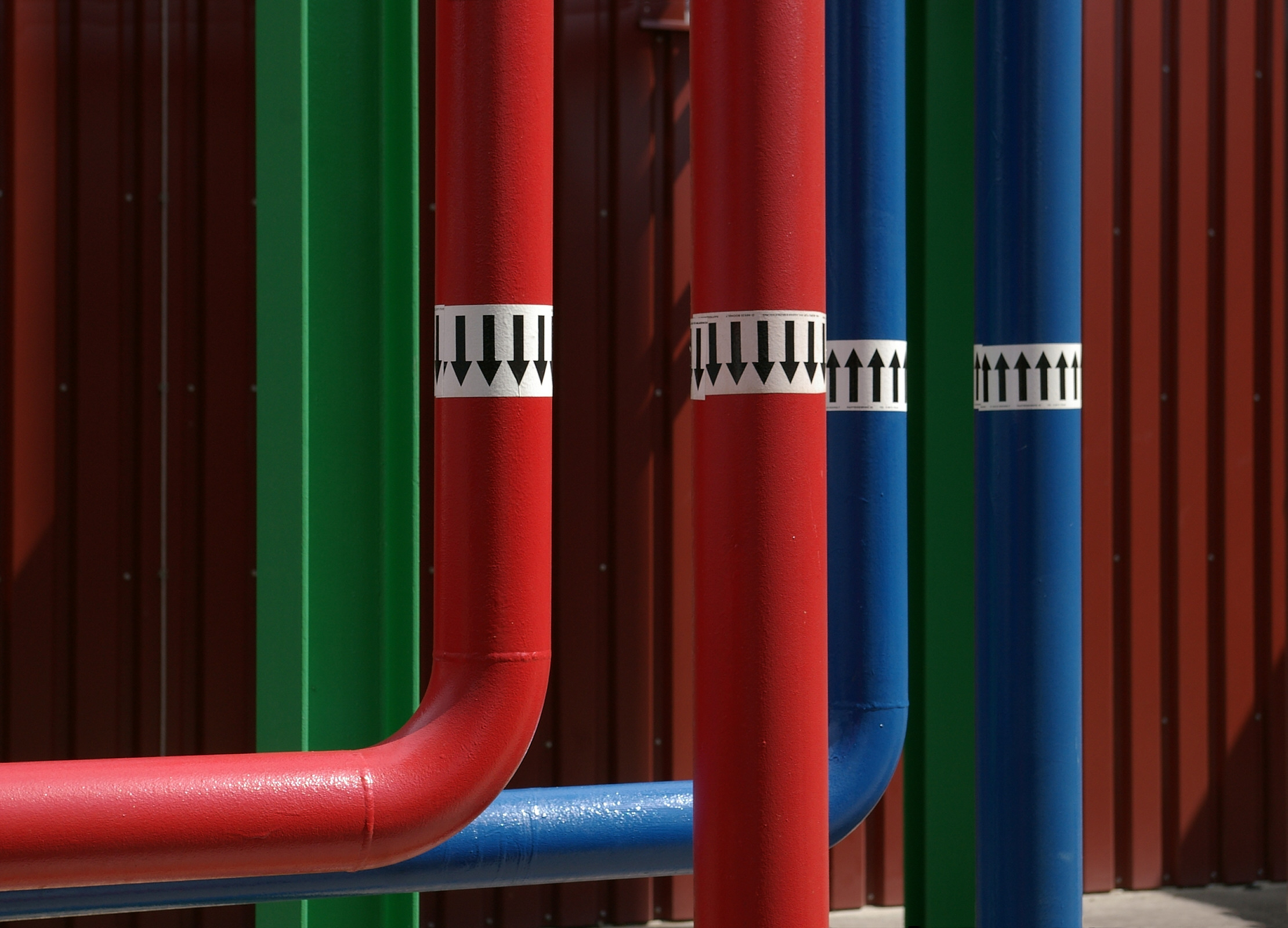
Esempio di marcatura dell tubazioni tramite colori e simboli (frecce) per indicare il contenuto della tubazione e la direzione del flusso.

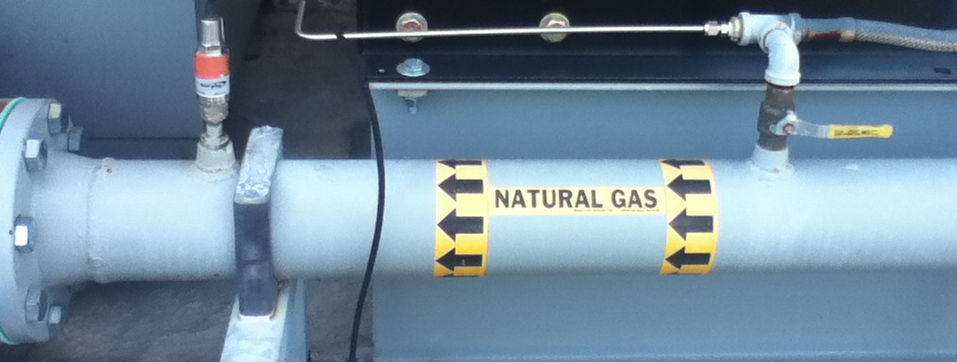
Marcatura di tubazioni contenenti gas naturale

La marcatura delle tubazioni consiste nell'identificazione del contenuto, delle proprietà e della direzione del flusso di fluidi nelle tubazioni. Generalmente viene eseguita contrassegnando le tubazioni con etichette e colori codificati.

La marcatura delle tubazioni aiuta il personale e le squadre antincendio a identificare le tubazioni corrette per scopi operativi, di manutenzione o di risposta alle emergenze.

## Normativa e standard

### Standard internazionali
La norma internazionale ISO 20560-1 Safety information for the content of piping systems and tanks — Part 1: Piping systems prevede i seguenti elementi per la marcatura delle tubazioni:
- colore di identificazione di sfondo (ad esempio: giallo per le sostanze pericolose)
- Nome della sostanza/contenuto della tubazione (ad esempio: "GAS NATURALE")
- Frecce indicatrici della direzione del flusso (ad esempio: ⇒)
- Simboli di avvertimento (ad esempio: pittogramma GHS)

| Contenuto della tubazione            | Colore di sfondo | Colore di sfondo | Colore del testo | Colore del testo |
| ------------------------------------ | ---------------- | ---------------- | ---------------- | ---------------- |
| Sostanze pericolose                  |                  | Giallo           |                  | Nero             |
| Fluidi (liquidi o gas)               |                  | Grigio           |                  | Bianco           |
| Liquidi e solidi (polveri/granulati) |                  | Nero             |                  | Bianco           |
| Acidi                                |                  | Arancione        |                  | Nero             |
| Alcali                               |                  | Violetto         |                  | Bianco           |
| Mezzo antincendio                    |                  | Rosso            |                  | Bianco           |
| Acqua                                |                  | Verde            |                  | Bianco           |
| Aria                                 |                  | Blu              |                  | Bianco           |

La norma internazionale ISO 20560-2 Safety information for the content of piping systems and tanks — Part 2: Tanks definisce uno schema di marcatura simile applicabile ai serbatoi.

### Negli Stati Uniti
Negli Stati Uniti le normative dell'Occupational Safety and Health Administration (OSHA) raccomandano di seguire lo standard ASME A13.1 - Scheme for the Identification of Piping Systems. Tale standard stabilisce che le etichette sulle tubazioni devono essere posizionate in modo facilmente visibile da una persona che stia in piedi vicino alla tubazione. Tali etichette possono essere posizionate in uno qualsiasi dei seguenti punti per identificare la tubazione:
- su valvole e flange
- 7,6-15 m circa sui tratti rettilinei.
- dove la tubazione attraversa una parete o un pavimento
- in qualsiasi cambiamento di direzione della tubazione, come curve o giunzioni.

Le revisioni del 2015 dello standard ASME A13.1 consigliano l'inserimento nelle etichette delle tubazioni di pittogrammi di pericolo e frasi di pericolo.

Marcatura di una tubazione contenente pittogrammi di pericolo e una frase di pericolo.